# Río Liguay
El río Liguay es un curso natural de agua que nace en el cerro Mesamávida, fluye en la Provincia de Linares, Región del Maule, y fluye con dirección general poniente hasta desembocar en el río Longaví.

## Trayecto
El río Liguay nace en el cerro Mesamávida[cita requerida], en la Región del Maule, y desemboca en el río Longaví.

## Historia
Francisco Solano Asta-Buruaga y Cienfuegos escribió en 1899 en su obra póstuma Diccionario Geográfico de la República de Chile sobre el río:
Liguay (Riachuelo de).-—Corre en el departamento de Linares desde las faldas occidentales del pico de Longaví hasta ir á echarse en la margen derecha del río de este nombre á unos cinco ó seis kilómetros más abajo de la aldea de su título al cabo de unos 50 de curso. Pasa por la base sur y sudoeste del cerro de Mesamávida. Es de poco caudal y de cultivadas riberas.
Luis Risopatrón escribió en 1924 en su obra Diccionario Jeográfico de Chile sobre el río:: 195 
Liguai (Rio) 36° 00' 71° 40'. Es de poco caudal, corre hácia el NW entre cultivadas riberas i se vácia en la márjen E de la parte inferior del rio Longaví, a unos 5 o 6 kilómetros hácia el W del lugarejo de aquel nombre, al cabo de unos 50 km de curso. 3, II, p. 576 (Alcedo, 1787); i 66, p. 243 (Pissis, 1785); i estero en 156; rio Liguay en 62, I, p. 301; i riachuelo, en 155, p. 369.